# 新豪京
新豪京(英語:New Ho King)是一間位於多倫多華埠的中餐廳。該餐廳於1976年開業，並於2024年因出現在肯卓克·拉瑪的diss曲〈Euphoria〉以及德瑞克的回應曲〈Family Matters〉中而聲名大噪。
截至2024年，新豪京由Johnny Lu經營。

## 歷史
新豪京於1976年開業，現任老闆Johnny Lu自14歲起便在新豪京工作，並於2019年買下該餐廳。
2016年1月，新豪京餐廳外曾發生一起槍擊事件，造成兩人死亡、四人受傷。
2024年4月30日，肯卓克·拉瑪發佈了針對德瑞克的diss曲〈Euphoria〉，歌曲中簡短提到新豪京：「我在新豪京吃著炸飯，配上醬汁和手槍，兄弟。」《Complex》推測，這可能與2009年5月德瑞克在多倫多一間餐廳內遭到持槍搶劫有關。
幾天後的5月3日，德瑞克發佈了回應曲〈Family Matters〉，並在音樂錄影帶中展示新豪京的多道菜餚。 在一次訪問中，新豪京老闆表示，在兩首歌曲提及後餐廳業務增長了300%。  
為了致敬拉瑪，餐廳推出了「肯卓克·拉瑪特餐」，包括炸飯、辣味炸蝦、香蒜脆皮雞翅，以及牛肉炒花椰菜等多道特色菜餚。